# Монтроз (футбольний клуб)
«Монтроз» (шотл. Montrose) — професійний шотландський футбольний клуб з міста Монтроз. Виступає у шотландській Другій лізі як член Шотландської професійної футбольної ліги. Домашні матчі з 1887 року проводить на стадіоні «Лінкс Парк», який вміщує 3 292 глядача.

## Короткі відомості
Футбольний клуб «Монтроз» було створено в 1879 році. В 1923 році «Монтроз» разом з «Бріхін Сіті» вступили в Шотландську футбольну лігу, увійшовши до новоствореного Третього дивізіону. За час виступів в ШФЛ клуб жодного разу не піднімався в найсильніший дивізіон, виступаючи переважно в другому і третьому за силою дивізіонах. Найкращий результат клубу в чемпіонатах Шотландії — 3-є місце у другому за силою дивізіоні в сезонах 1974-75 та 1975-76.